# SF3B1
La subunidad 1 del factor de empalme 3B es una proteína que en humanos está codificada por el gen SF3B1.

## Función
Este gen codifica la subunidad 1 del complejo proteico del factor de empalme 3b. El factor de empalme 3b, junto con el factor de empalme 3a y una unidad de ARN 12S, forman el complejo de ribonucleoproteínas nucleares pequeñas U2 (U2 snRNP). El complejo del factor de empalme 3b / 3a se une al pre-ARNm aguas arriba del sitio de ramificación del intrón de una manera independiente de la secuencia y puede anclar el U2 snRNP al pre-ARNm. Además, es un componente del espliceosoma menor de tipo U12. Los dos tercios carboxi-terminales de la subunidad 1 tienen 22 repeticiones HEAT en tándem no idénticas que forman estructuras helicoidales en forma de varilla. El empalme alternativo da como resultado múltiples variantes de transcripción que codifican diferentes isoformas.

## Interacciones
Se ha demostrado que SF3B1 interactúa con:
- CDC5L,[5]
- DDX42,
- PPP1R8,[6]
- SF3B2,
- SF3B3,[7][8]
- SF3B14,[9]

## Relevancia clínica
Las mutaciones en este gen se han observado de forma recurrente en casos de leucemia linfocítica crónica avanzada, síndromes mielodisplásicos y cáncer de mama . Las mutaciones SF3B1 se encuentran en 60% -80% de los pacientes con anemia refractaria con sideroblastos en anillo (RARS; que es un síndrome mielodisplásico) o RARS con trombocitosis (RARS-T; que es un síndrome mielodisplásico / neoplasia mieloproliferativa). También hay un cuerpo de evidencia emergente que sugiere implicaciones de las mutaciones SF3B1 involucradas en el melanoma orbitario.